# Aoste (Isère)
Pour les articles homonymes, voir Aoste (homonymie).
Aoste (prononciation /a.ɔst/) est une commune française située dans le département de l'Isère, en région Auvergne-Rhône-Alpes.
La commune d'Aoste est adhérente à la communauté de communes Les Vals du Dauphiné depuis le 1er janvier 2017.

## Géographie

### Situation et description

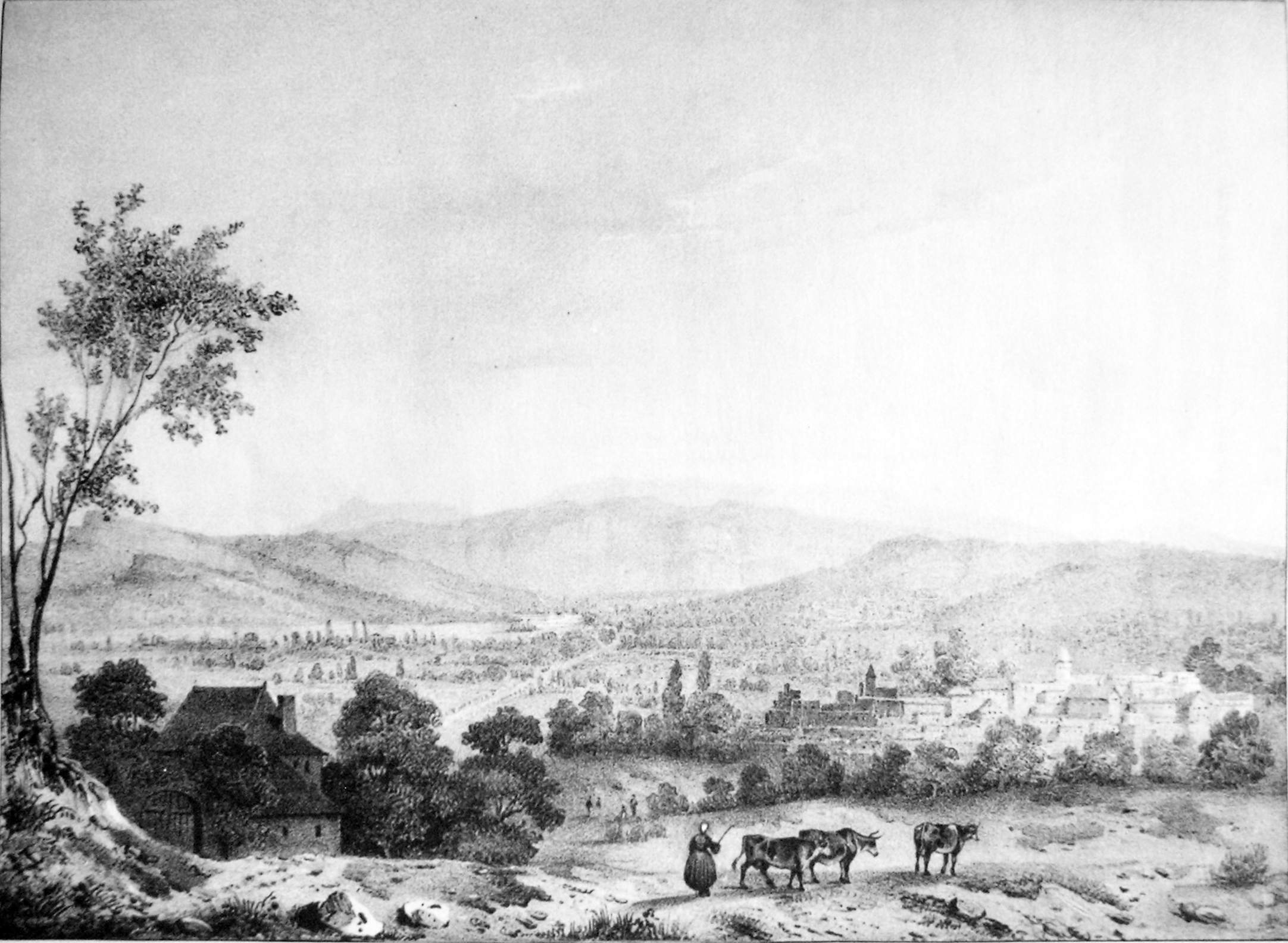
La plaine d'Aoste au XIXe siècle, illustrée par Victor Cassien (1808-1893).

Aoste est située dans la partie septentrionale du département de l'Isère à 15 km à l'est de La Tour-du-Pin, en bordure du Rhône. Le Guiers borde la commune.

### Climat
Pour des articles plus généraux, voir Climat d'Auvergne-Rhône-Alpes et Climat de l'Isère.
En 2010, le climat de la commune est de type climat des marges montargnardes, selon une étude du Centre national de la recherche scientifique s'appuyant sur une série de données couvrant la période 1971-2000. En 2020, Météo-France publie une typologie des climats de la France métropolitaine dans laquelle la commune est exposée à un climat de montagne ou de marges de montagne et est dans la région climatique Alpes du nord, caractérisée par une pluviométrie annuelle de 1 200 à 1 500 mm, irrégulièrement répartie en été.
Pour la période 1971-2000, la température annuelle moyenne est de 11,4 °C, avec une amplitude thermique annuelle de 18,5 °C. Le cumul annuel moyen de précipitations est de 1 097 mm, avec 10 jours de précipitations en janvier et 7,1 jours en juillet. Pour la période 1991-2020, la température moyenne annuelle observée sur la station météorologique de Météo-France la plus proche, « Pont-de-Beauvoisin », sur la commune du Pont-de-Beauvoisin à 8 km à vol d'oiseau, est de 11,8 °C et le cumul annuel moyen de précipitations est de 1 166,3 mm,. Pour l'avenir, les paramètres climatiques de la commune estimés pour 2050 selon différents scénarios d'émission de gaz à effet de serre sont consultables sur un site dédié publié par Météo-France en novembre 2022.

### Hydrographie
D'une longueur de 50 kilomètres, le Guiers borde le territoire communal dans sa partie oriental avant de rejoindre le Rhône qui bord la commune dans sa partie nord-est.

### Voies de communication et transport
La gare d'Aoste - Saint-Genix, située sur la commune, est mise en service en 1881. Issue de la création de la ligne de Pressins à Virieu-le-Grand, elle ferme ses services voyageurs en 1939 et marchandises en 1954,.

## Urbanisme

### Typologie
Au 1er janvier 2024, Aoste est catégorisée bourg rural, selon la nouvelle grille communale de densité à sept niveaux définie par l'Insee en 2022.
Elle appartient à l'unité urbaine du Pont-de-Beauvoisin, une agglomération inter-départementale regroupant treize  communes, dont elle est ville-centre,,. La commune est en outre hors attraction des villes,.

### Occupation des sols
L'occupation des sols de la commune, telle qu'elle ressort de la base de données européenne d’occupation biophysique des sols Corine Land Cover (CLC), est marquée par l'importance des territoires agricoles (57,9 % en 2018), une proportion sensiblement équivalente à celle de 1990 (57,8 %). La répartition détaillée en 2018 est la suivante : 
terres arables (45,4 %), zones urbanisées (19,6 %), forêts (17,7 %), zones agricoles hétérogènes (12,5 %), zones industrielles ou commerciales et réseaux de communication (2,7 %), eaux continentales (2,1 %). L'évolution de l’occupation des sols de la commune et de ses infrastructures peut être observée sur les différentes représentations cartographiques du territoire : la carte de Cassini (XVIIIe siècle), la carte d'état-major (1820-1866) et les cartes ou photos aériennes de l'IGN pour la période actuelle (1950 à aujourd'hui).

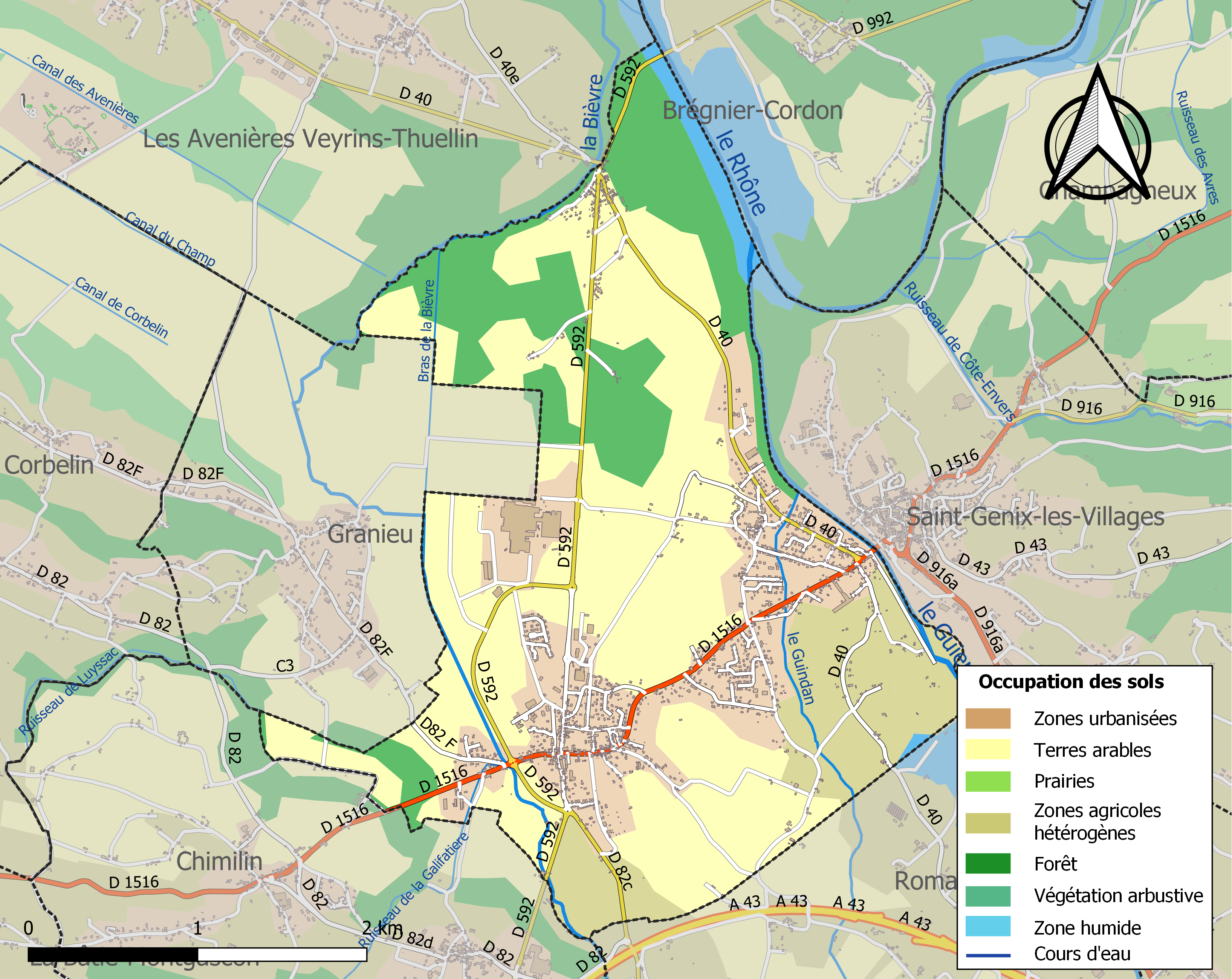
Carte des infrastructures et de l'occupation des sols de la commune en 2018 (CLC).

### Risques naturels et technologiques

#### Risques sismiques
L'ensemble du territoire de la commune d'Aoste est situé en zone de sismicité no 3 (sur une échelle de 1 à 5), comme la plupart des communes de son secteur géographique.
| Type de zone | Niveau            | Définitions (bâtiment à risque normal) |
| ------------ | ----------------- | -------------------------------------- |
| Zone 3       | Sismicité modérée | accélération = 1,1 m/s2                |

## Toponymie
Les noms antiques successifs sont Vicus Augustus au Ier siècle, puis Augustum au IIIe siècle (dédié à l'empereur Auguste) qui apparaît sur la Table de Peutinger, Augusta au IVe siècle.

## Histoire

### Antiquité

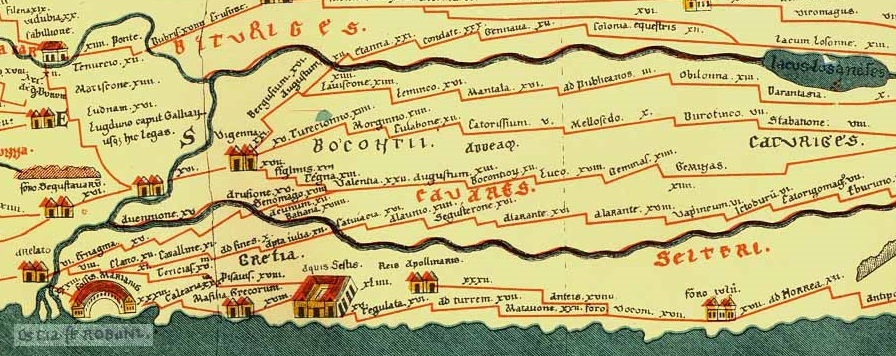
Détail de la Table de Peutinger, Augustum est à l'intérieur du coude fait par le Rhône.

Vicus Augustus est une agglomération secondaire à l'époque romaine, et représente l'équivalent de « La Porte des Alpes ». Elle se trouve au carrefour de plusieurs voies romaines, une menant à Vienne, capitale de la province, puis Lyon ; une menant par les plateaux suisses en Italie ou en Germanie ; et une menant directement en Italie (Aoste puis Rome) via Lemencum (Chambéry).
Quelques inscriptions funéraires datées par les consuls éponymes indiquent un habitat christianisé et romanisé persistant au VIe siècle.
Un musée gallo-romain présente la vie quotidienne des habitants gallo-romains, ainsi qu'une maquette illustrant l'activité artisanale de la céramique. Aoste est connue dans l'Antiquité pour sa spécialité, le mortier, ustensile pour fabriquer les sauces et bouillies de céréales, qui était exporté en Afrique, et les Îles Britanniques. Une superbe collection de verreries est présentée au musée. 

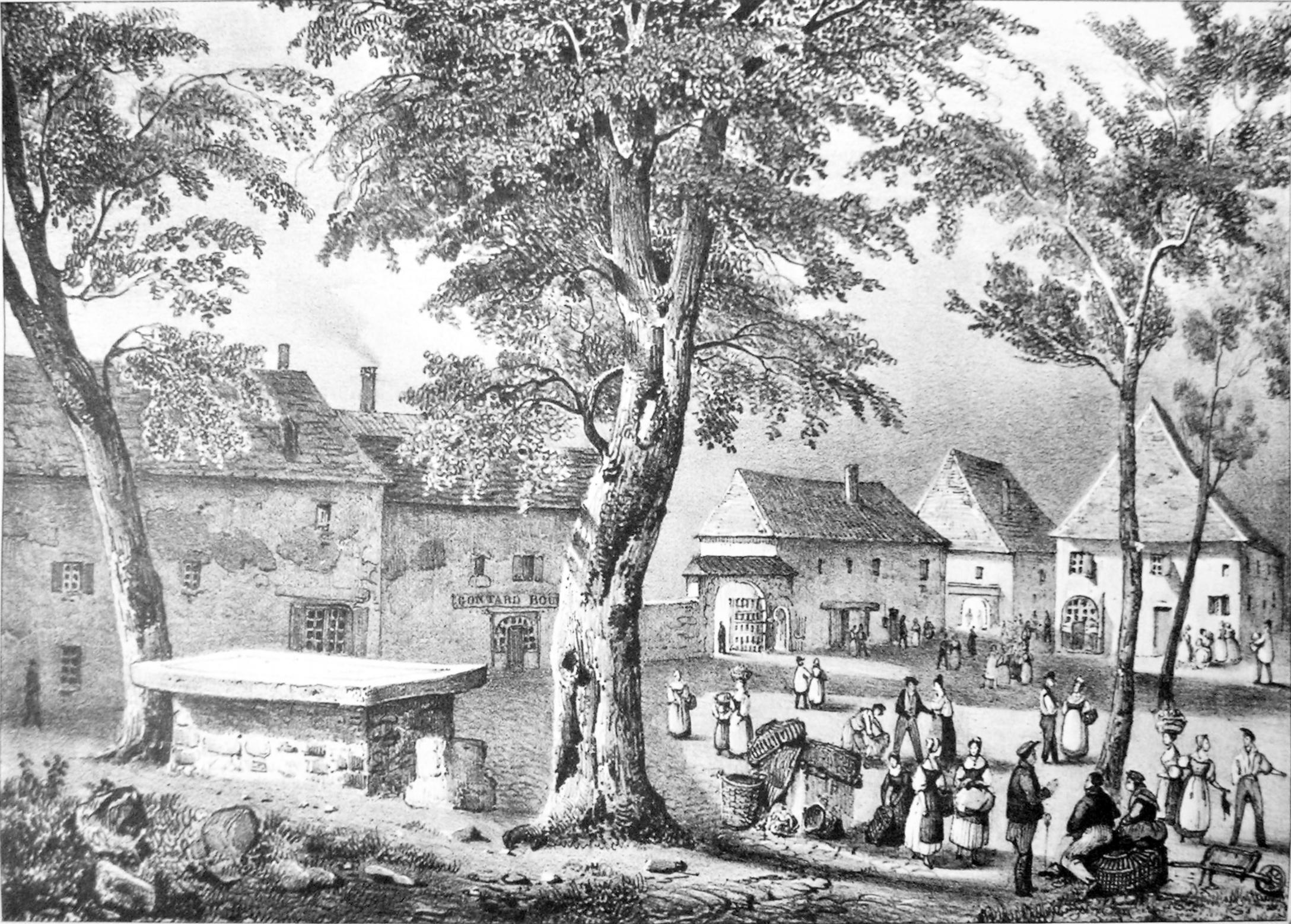
La place d'Aoste au XIXe siècle, par Victor Cassien.

### Moyen Âge
Le doyenné d'Aoste, du diocèse de Belley, situé au sud-ouest du Rhône et du Guiers, appartenait au Dauphiné, et ne fut plus considéré comme faisant partie du Bugey après que la maison de Savoie eu réalisé l'unité politique du territoire.
En 2006, des fouilles archéologiques ont mis au jour un atelier de potier daté de la fin du Moyen Âge.
En 2016, ce sont des fouilles menées par Marie-José Ancel (Archeodunum) qui ont permis la découverte d'une église paléochrétienne remarquablement bien conservée accompagnée de bâtiments témoignant d'un possible monastère des Ve – VIe siècle.

## Politique et administration

### Liste des maires
| Période                                  | Période       | Identité                      | Étiquette   | Qualité                                     |
| ---------------------------------------- | ------------- | ----------------------------- | ----------- | ------------------------------------------- |
| 1944                                     | 1947          | Pierre Fège                   |             |                                             |
| 1947                                     | 1977          | Daniel Joseph Blanc-Jolicoeur |             |                                             |
| 1977                                     | 1983          | Aimé Burtin                   |             |                                             |
| 1983                                     | 1991          | Jacques Perrod                |             |                                             |
| 1991                                     | décembre 2002 | Jean-Michel Ruynat            |             |                                             |
| décembre 2002                            | mars 2014     | Raymond Bertrand              |             |                                             |
| mars 2014                                | En cours      | Roger Marcel                  | LR puis DVC | Cadre, conseiller départemental depuis 2021 |
| Les données manquantes sont à compléter. |               |                               |             |                                             |

## Population et société

### Démographie
L'évolution du nombre d'habitants est connue à travers les recensements de la population effectués dans la commune depuis 1793. Pour les communes de moins de 10 000 habitants, une enquête de recensement portant sur toute la population est réalisée tous les cinq ans, les populations de référence des années intermédiaires étant quant à elles estimées par interpolation ou extrapolation. Pour la commune, le premier recensement exhaustif entrant dans le cadre du nouveau dispositif a été réalisé en 2004.

En 2022, la commune comptait 2 869 habitants, en évolution de −0,14 % par rapport à 2016 (Isère : +3,07 %, France hors Mayotte : +2,11 %).
| 1793  | 1800  | 1806  | 1821  | 1831  | 1836  | 1841  | 1846  | 1851  |
| ----- | ----- | ----- | ----- | ----- | ----- | ----- | ----- | ----- |
| 1 393 | 1 464 | 1 680 | 1 766 | 1 153 | 1 152 | 1 147 | 1 100 | 1 222 |

| 1856  | 1861  | 1866  | 1872  | 1876  | 1881  | 1886  | 1891  | 1896  |
| ----- | ----- | ----- | ----- | ----- | ----- | ----- | ----- | ----- |
| 1 237 | 1 129 | 1 130 | 1 123 | 1 166 | 1 217 | 1 242 | 1 200 | 1 203 |

| 1901  | 1906  | 1911  | 1921  | 1926  | 1931  | 1936  | 1946  | 1954  |
| ----- | ----- | ----- | ----- | ----- | ----- | ----- | ----- | ----- |
| 1 298 | 1 216 | 1 163 | 1 027 | 1 101 | 1 118 | 1 125 | 1 108 | 1 159 |

| 1962  | 1968  | 1975  | 1982  | 1990  | 1999  | 2004  | 2006  | 2009  |
| ----- | ----- | ----- | ----- | ----- | ----- | ----- | ----- | ----- |
| 1 182 | 1 248 | 1 328 | 1 537 | 1 548 | 1 715 | 1 914 | 2 000 | 2 463 |

| 2014  | 2019  | 2022  | - | - | - | - | - | - |
| ----- | ----- | ----- | - | - | - | - | - | - |
| 2 797 | 2 882 | 2 869 | - | - | - | - | - | - |

### Enseignement
La commune est rattachée à l'académie de Grenoble.

### Équipements et clubs sportif
- Randonnées.
- Club de football lié : Vallée du Guiers FC.

### Médias
Historiquement, le quotidien à grand tirage Le Dauphiné libéré consacre, chaque jour, y compris le dimanche, dans son édition du Nord-Isère, un ou plusieurs articles à l'actualité à la communauté de communes et du canton, ainsi que des informations sur les éventuelles manifestations locales, les travaux routiers, et autres événements divers à caractère local.

### Cultes
La communauté catholique et l'église d'Aoste (propriété de la commune) dépendent de la paroisse Saint-Jacques de la Marche qui comprend vingt autres églises du secteur. Cette paroisse est rattachée au diocèse de Grenoble-Vienne.

## Économie
L'économie de la commune est liée à divers services et industries dont, notamment :
- une entreprise de transports
- une société d'ambulances
- des entreprises de constructions mécaniques
- des entreprises du bâtiments

et une entreprise de produits alimentaires.

### Usine Aoste

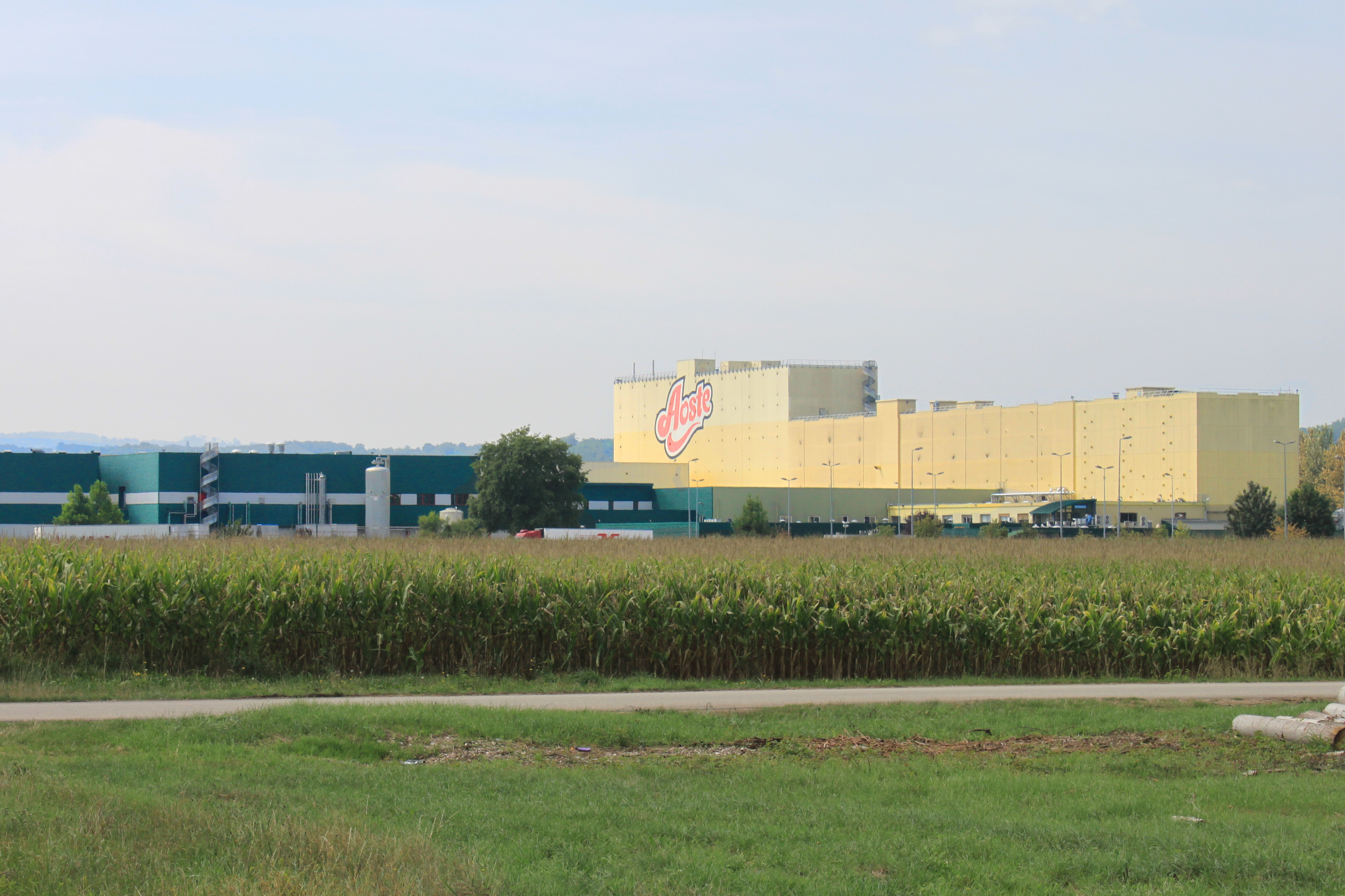
Usine de transformation agroalimentaire du Groupe Aoste dans la commune d'Aoste en Isère.

Les charcuteries transformées dans la ville iséroise, en particulier un jambon commercialisé sous la marque « Aoste », proviennent d'une usine du Groupe Aoste, marque commerciale du groupe espagnol Campofrío Food Group, lui-même détenu depuis 2013 par Sigma Alimentos, division alimentaire du conglomérat mexicain Alfa.
Il ne faut pas confondre la marque « Aoste » et ses jambons mi-cuits avec la production agricole de jambon de Bosses faite dans la vallée d'Aoste (appellation d'origine enregistrée à la Commission européenne : vallée d'Aoste Jambon de Bosses), une appellation pour un jambon cru séché issu de cochons élevés et transformés en Italie et préservée via une AOP. Le jambon transformé à Aoste en France est une simple marque déposée identifiant commercialement un jambon mi-cuit issu de la transformation de parties arrière de carcasses de cochons élevés en France, Chine et États-Unis,.

## Culture locale et patrimoine

### Lieux et monuments

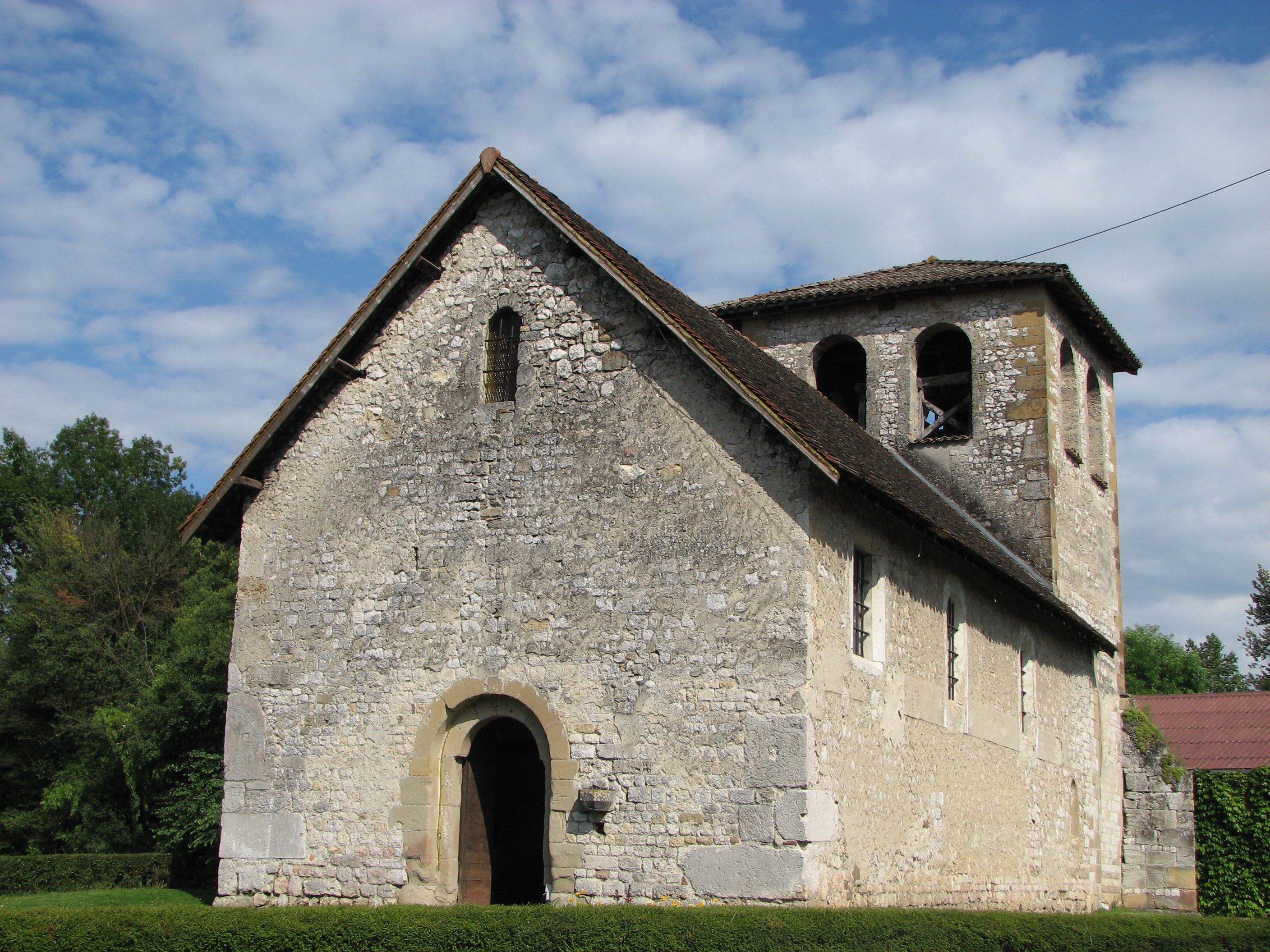
Église Saint-Didier

- Ancienne ville romaine avec son superbe musée ;
- Four de poterie du Ier siècle, très bien conservé[28] ;
- Église Saint-Clair avec des inscriptions paléo-chrétiennes et antiques[28] ;
- Église Saint-Didier, d'époque romane[28]. Son tabernacle et son trésor liturgique datant des XVIIe et XVIIIe siècles, conservé au musée gallo-romain de la ville[31].

### Patrimoine culturel

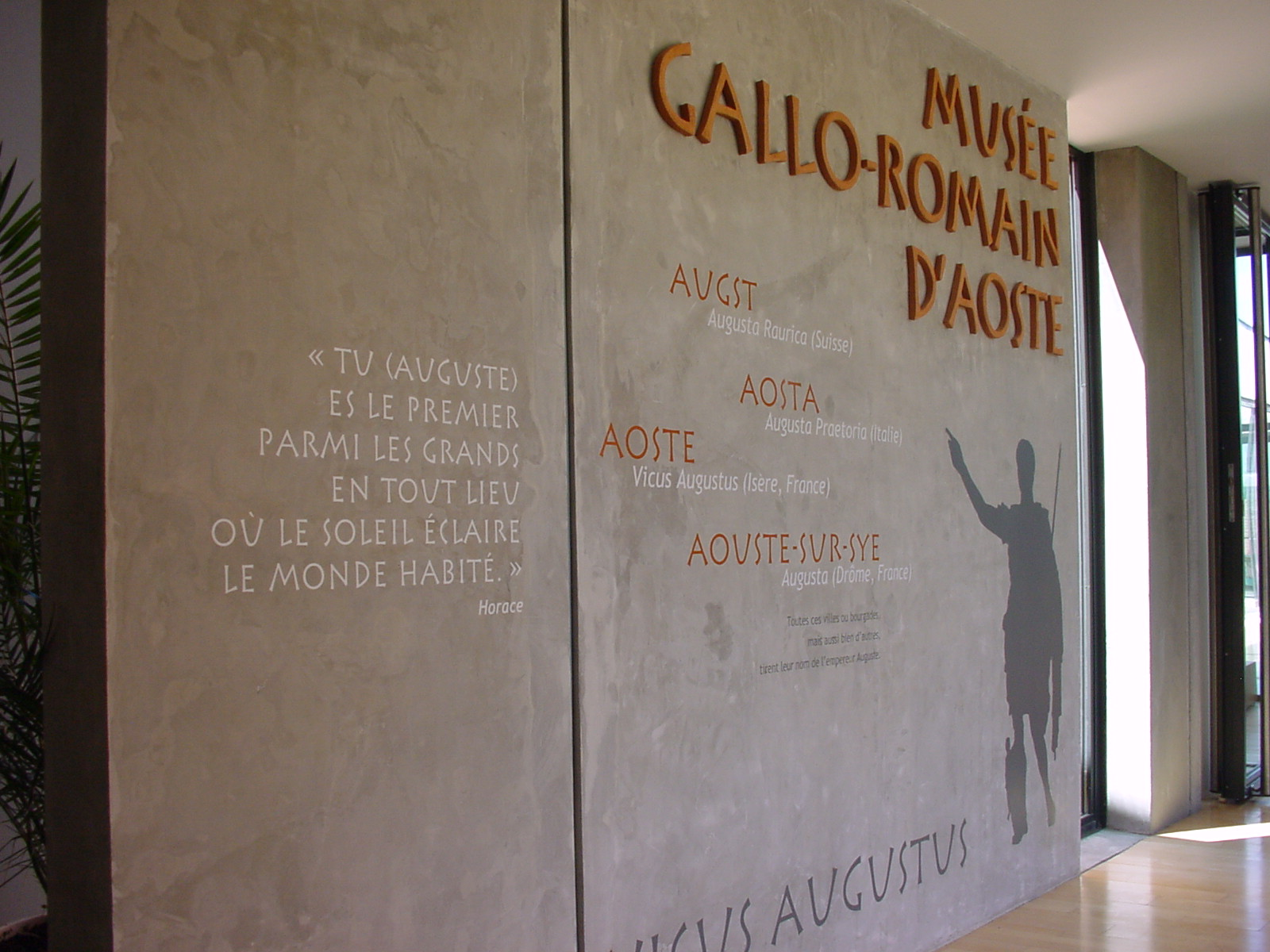
L'entrée du musée gallo-romain d'Aoste.

- Le musée gallo-romain d'Aoste est un musée archéologique présentant des collections d'objets datant de l'époque gallo-romaine[32].

### Patrimoine naturel
La commune compte deux zones naturelles d'intérêt écologique, faunistique et floristique (ZNIEFF) de type I :
- les milieux alluviaux du Rhône du Pont de Groslée à Murs et Gélignieux ;
- les mares de la Paluette.

### Personnalités liées à Aoste
- Marie Pierre Hippolyte de Monyer de Prilly (1737-1796), général des armées de la République français, né à Aoste.

### Héraldique
|  | Aoste (Isère) possède des armoiries dont l'origine et le blasonnement exact ne sont pas disponibles. |